# Cleome
Cleome L. è un genere di piante appartenente alla famiglia Cleomaceae che comprende circa 200 specie.

## Distribuzione e habitat
In Italia sono presenti Cleome trachysperma (naturalizzata), Cleome houtteana e Cleome spinosa (coltivate come piante ornamentali e ritrovate subspontanee nei pressi dei macereti in pianura).

## Tassonomia
Il sistema Cronquist attribuiva questo genere alla famiglia Capparaceae, sottofamiglia Cleomoideae; Cleomaceae è stata riconosciuta come famiglia a sé a partire dalla classificazione APG III del 2009.

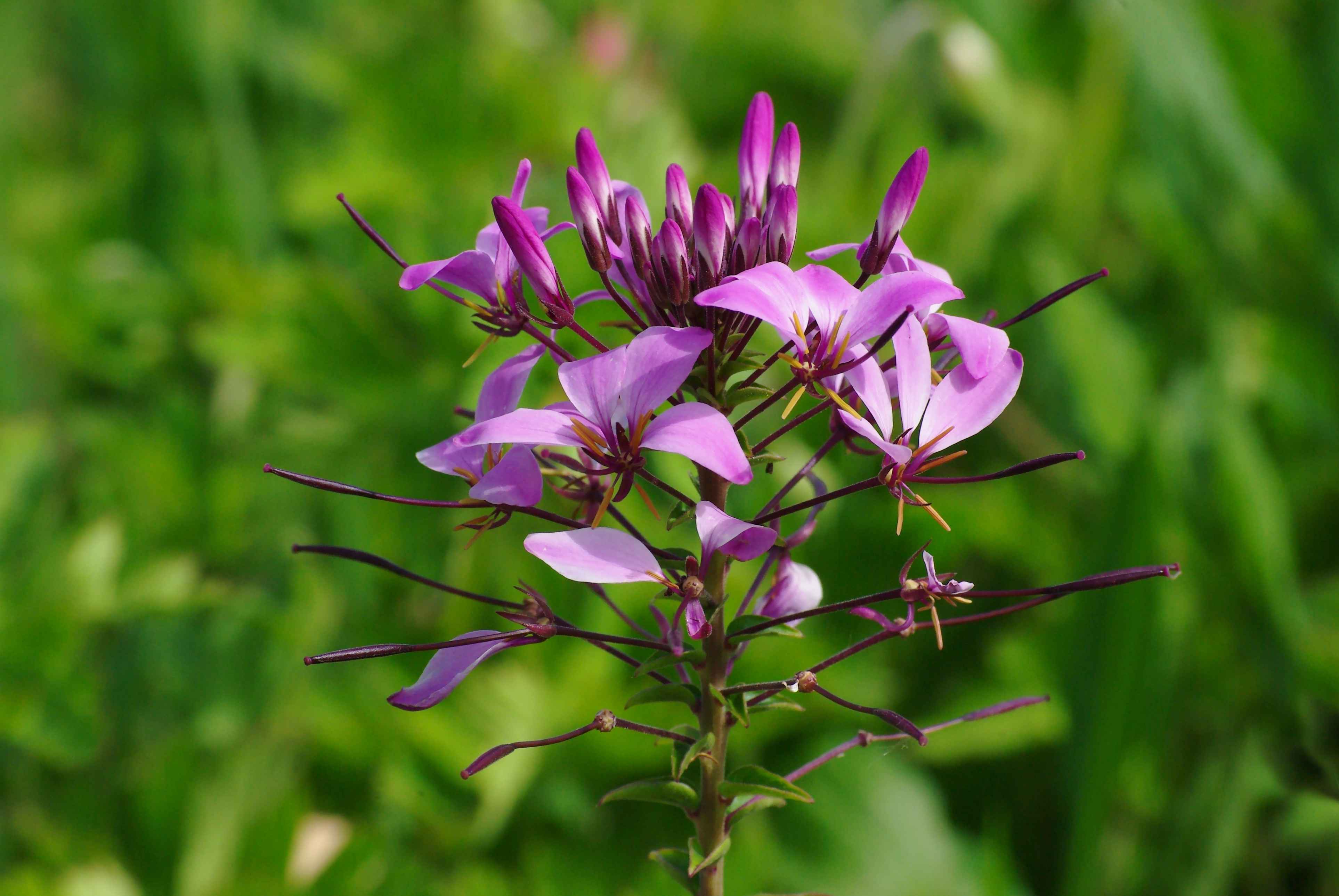
Cleome spinosa